# San Marcos (departement)
Departamento de San Marcos är ett departement i Guatemala. Det ligger i den västra delen av landet, 160 km väster om huvudstaden Guatemala City. Antalet invånare är 1 019 719. Arean är 3 791 kvadratkilometer. Departamento de San Marcos gränsar till Chiapas.
Departamento de San Marcos delas in i:

1. Municipio de Tejutla
2. Municipio de Tajumulco
3. Municipio de Tacaná
4. Municipio de Sipacapa
5. Municipio de Sibinal
6. Municipio de San Rafael Pie de La Cuesta
7. Municipio de San Pedro Sacatepéquez
8. Municipio de San Pablo
9. Municipio de San Miguel Ixtahuacán
10. Municipio de San Marcos
11. Municipio de San Lorenzo
12. Municipio de San José Ojetenam
13. Municipio de San Cristóbal Cucho
14. Municipio de San Antonio Sacatepéquez
15. Municipio de Río Blanco
16. Municipio de Pajapita
17. Municipio de Ocós
18. Municipio de Nuevo Progreso
19. Municipio de Malacatán
20. Municipio de La Reforma
21. Municipio de Ixchiguán
22. Municipio de Esquipulas Palo Gordo
23. Municipio de El Tumbador
24. Municipio de San Jose El Rodeo
25. Municipio de El Quetzal
26. Municipio de Concepción Tutuapa
27. Municipio de Comitancillo
28. Municipio de Catarina
29. Municipio de Ayutla
30. Municipio de La Blanca

Följande samhällen finns i Departamento de San Marcos:

- San Pedro Sacatepéquez
- Comitancillo
- Malacatán
- San Pablo
- El Quetzal
- Ayutla
- Ocós
- San Cristóbal Cucho
- Pajapita
- Nuevo Progreso
- El Tumbador
- Tacaná
- La Reforma
- Tajumulco
- San Rafael Pie de La Cuesta
- San Miguel Ixtahuacán
- Catarina
- Tejutla
- Ixchiguán
- El Rodeo
- San Antonio Sacatepéquez
- Sibinal
- San José Ojetenán
- Concepción Tutuapa
- Río Blanco
- Sipacapa